# Třída San Juan
Třída San Juan je třída hlídkových lodí filipínské pobřežní stráže. Mezi jejich úkoly patří ochrana výhradní námořní ekonomické zóny země, kontrola rybolovu a životního prostředí a mise SAR. Celkem byly postaveny čtyři lodě této třídy.

## Stavba

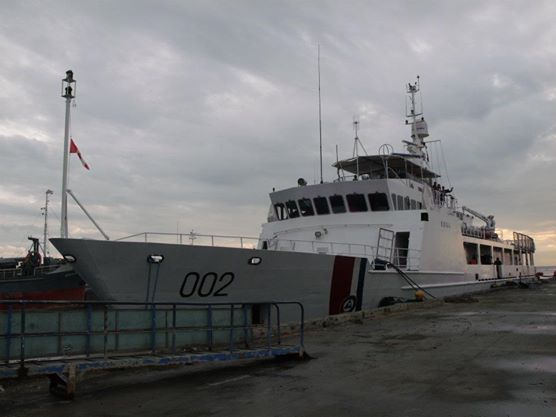
EDSA II (SARV-002)

Všechny čtyři lodě navrhla loděnice firmy Tenix Defence Systems v Austrálii a postavila ve svých loděnicích v Hendersonu v Západní Austrálii.
Lodě třídy San Juan:
| Jméno                   | Vstup do služby | Status  |
| ----------------------- | --------------- | ------- |
| BRP San Juan (SARV-001) | 30. června 2000 | aktivní |
| BRP EDSA II (SARV-002)  | 4. října 2000   | aktivní |
| BRP Pampanga (SARV-003) | 30. ledna 2003  | aktivní |
| BRP Batangas (SARV-004) | 8. srpna 2003   | aktivní |

## Konstrukce
Trup byl zhotoven z měkké oceli a nástavby ze slitin hliníku. Nesou navigační radar Furuno. Hlavní výzbroj tvoří dva kulomety ráže 12,7mm M2. Na palubě je též vybavení na kontrolu vodního znečištění, ošetřovna a dekompresní komora pro potápěče. Plavidla jsou vybavena rychlými čluny RHIB a na zádi se nachází přistávací plocha pro jeden vrtulníky MBB Bo 105. Pohonný systém tvoří dva dieselové motory Caterpillar 3612, každý o výkonu 4800 koňských sil, pohánějící dva lodní šrouby. Maximální rychlost dosahuje 24,5 uzlů (46 km/h). Dosah je 2000 námořních mil (3704 km) při 15 uzlech (27 km/h).